# 韮崎インターチェンジ

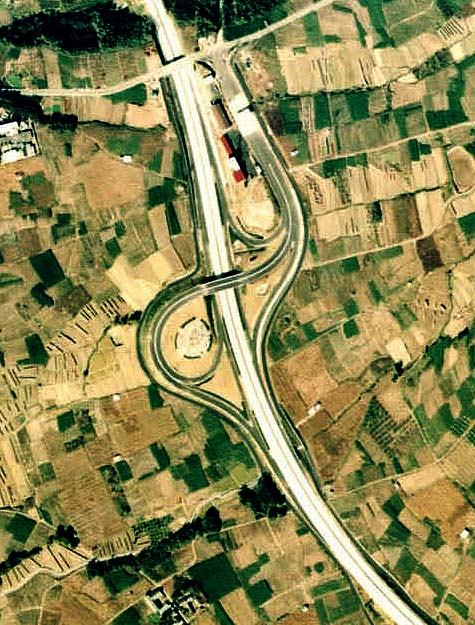
航空写真。

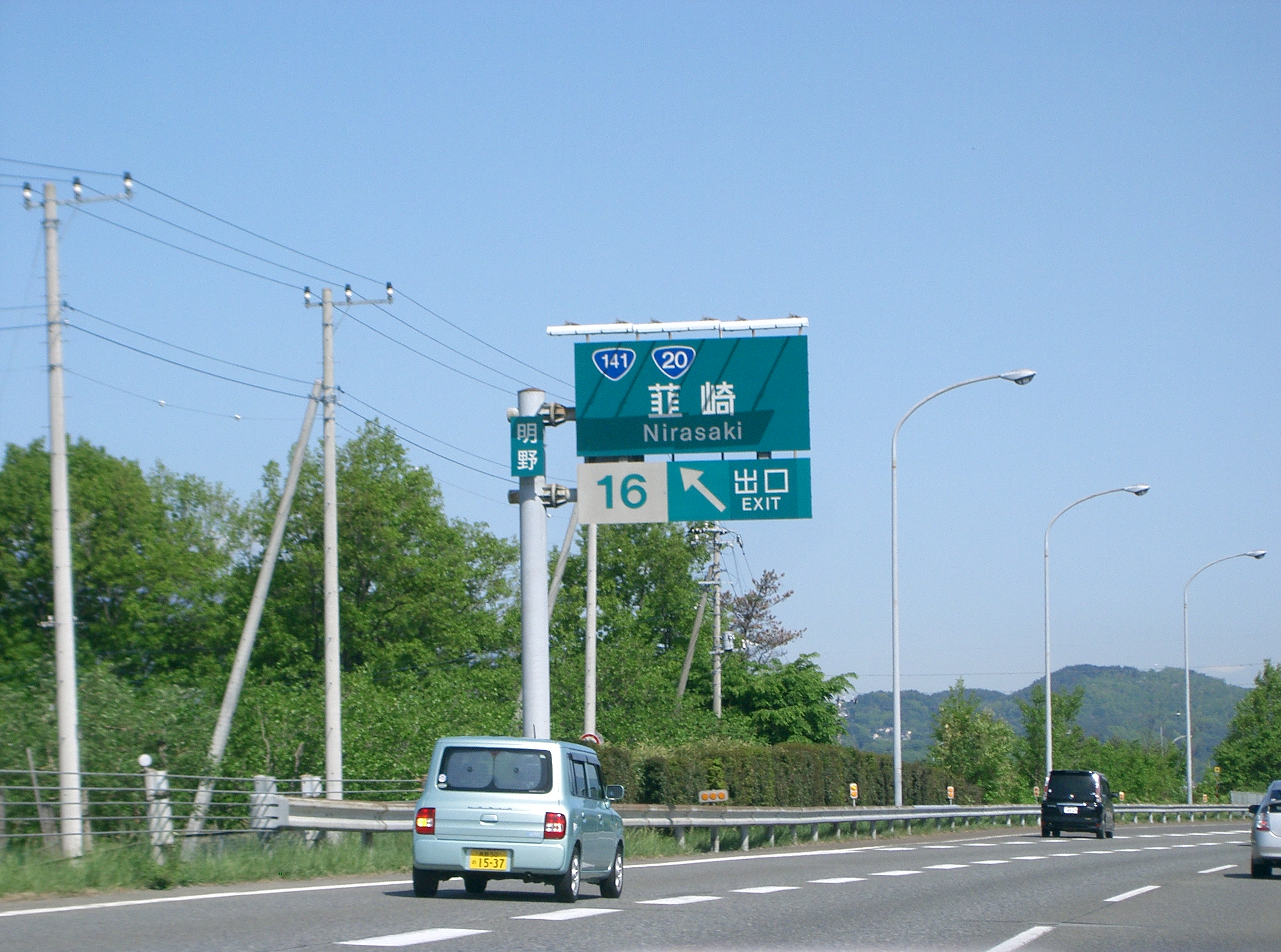
中央道下り韮崎IC

韮崎インターチェンジ（にらさきインターチェンジ）は、山梨県韮崎市にある中央自動車道のインターチェンジ。

## 道路
- E20 中央自動車道（16番）

## 接続する路線
直接接続
- 山梨県道27号韮崎昇仙峡線（昇仙峡ライン）

間接接続
- 国道141号
- 国道20号

## 料金所
- ブース数：5

### 入口
- ブース数：2
  - ETC専用：1
  - サポート：1

### 出口
- ブース数：3
  - ETC専用：1
  - 閉鎖中：1
  - サポート：1

## 歴史
- 1976年（昭和51年）12月19日 : 小淵沢方面開業
- 1980年（昭和55年）3月26日 : 全面開業
- 2024年（令和6年）3月13日：料金所がETC専用化となる[1]

## アクセス地域
昇仙峡観光の中心のひとつとなるインターチェンジである。また、韮崎市の大部分のほか、甲斐市の一部の最寄りインターチェンジである。

## 周辺
- 韮崎市役所
- 韮崎駅
- ライフガーデンにらさき
- 東京エレクトロン テクノロジーソリューションズ
- セブン-イレブン韮崎インター店

## 韮崎バスストップ
韮崎バスストップは、韮崎インターチェンジに併設されている中央自動車道のバス停留所である。案内上のバス停名は中央道韮崎である。

### 停車する路線
- 岡谷・上諏訪 - 新宿線（中央高速バス、山梨交通・アルピコ交通・京王バス・フジエクスプレス・JRバス関東）
双葉東BS - 韮崎BS - 明野BS
- 甲府 - 名古屋線（名古屋ライナー甲府号、山梨交通・JR東海バス）
双葉東BS - 韮崎BS - 明野BS

### バス停へのアクセス
- JR東日本中央本線韮崎駅から韮崎市民バス韮崎市立病院-穂坂線「柳平」行きに乗車、韮崎インター入口停留所下車、徒歩2分。
- 韮崎駅からタクシー10分。

## 隣
E20 中央自動車道
(15-2)双葉JCT - (16)韮崎IC - (17)須玉IC